# Parauapebas
Parauapebas là một đô thị thuộc bang Pará, Brasil. Đô thị này có diện tích 7007,7 km², dân số năm 2007 là 133298 người, mật độ 19 người/km².